# にんげん家族
『にんげん家族』（にんげんかぞく）は、1985年4月9日から1993年3月17日までNHK教育テレビジョンで放送されていた小学校中学年向けの学校放送（教科：特別活動）である。

## 放送時間
いずれも日本標準時、別の時間帯での再放送あり。
| 期間                         | 放送時間                                                       |
| ---------------------------- | -------------------------------------------------------------- |
| 1985年4月9日 - 1990年3月13日 | 火曜日 11:30 - 11:45 1990年3月27日の再放送もこの時間帯で実施。 |
| 1990年4月4日 - 1992年3月11日 | 水曜日 10:00 - 10:15                                           |
| 1992年4月8日 - 1993年3月17日 | 水曜日 12:00 - 12:15                                           |

## リポーター
- さとう宗幸（1985年度 - 1989年度）[2]
- 澤口たまみ（1990年度 - 1991年度）
- 岡部美和（1992年度）

## 関連書籍
- NHKテレビ学校放送「にんげん家族」から 子ぶたくんにげろ!（1986年5月、学研プラス、ISBN 4-05-102139-4）
- NHKテレビ学校放送「にんげん家族」から 走れひとり馬ハナエ（1986年5月、学研プラス、ISBN 4-05-102140-8）